# Puget
Puget is een gemeente in het Franse departement Vaucluse (regio Provence-Alpes-Côte d'Azur) en telt 642 inwoners (2005). De plaats maakt deel uit van het arrondissement Apt.

## Geografie
De oppervlakte van Puget bedraagt 17,6 km², de bevolkingsdichtheid is 36,5 inwoners per km².
De onderstaande kaart toont de ligging van Puget met de belangrijkste infrastructuur en aangrenzende gemeenten.

## Demografie
Onderstaande figuur toont het verloop van het inwonertal (bron: INSEE-tellingen).